# Omphalocyclus
Omphalocyclus es un género de foraminífero bentónico de la subfamilia Omphalocyclinae, de la familia Orbitoididae, de la superfamilia Orbitoidoidea, del suborden Rotaliina y del orden Rotaliida. Su especie tipo es Orbulites macropora. Su rango cronoestratigráfico abarca el Maastrichtiense (Cretácico superior).

## Clasificación
Omphalocyclus incluye a las siguientes especies:
- Omphalocyclus anatoliensis †
- Omphalocyclus cideensis †
- Omphalocyclus errantium †
- Omphalocyclus macropora †
- Omphalocyclus maldonensis †

En Omphalocyclus se ha considerado el siguiente subgénero:
- Omphalocyclus (Torreina), aceptado como género Torreina